# Xerophaeus robustus
Xerophaeus robustus is een spinnensoort uit de familie van de bodemjachtspinnen (Gnaphosidae).
De wetenschappelijke naam van de soort werd in 1936 gepubliceerd door Reginald Frederick Lawrence.